# Golf de Villacoublay
Le Golf de Villacoublay est un golf de 18 trous situé sur la Base aérienne 107 de Villacoublay dans les Yvelines, créé par Hubert Chesneau.
Il est passé successivement d'un simple practice en janvier 1976 à un parcours de neuf trous en mai 1986 et enfin à un parcours de 18 trous en novembre 1988.